# یواس‌اس باکترن (ای‌ان-۱۴)
یواس‌اس باکترن (ای‌ان-۱۴) (به انگلیسی: USS Buckthorn (AN-14)) یک کشتی بود که طول آن ۱۵۱ فوت ۸ اینچ (۴۶٫۲۳ متر) بود. این کشتی در سال ۱۹۴۱ ساخته شد.